# Qinghai-Yak
Der Qinghai-Yak ist eine Rasse des Hausyaks. Da die gezielte Züchtung beim Yak noch nicht sehr weit fortgeschritten ist, weisen Yak-Rassen insgesamt weniger rassetypische Eigenschaften auf, als dies beispielsweise bei europäischen Landrinderrassen in der Mitte des 19. Jahrhunderts der Fall war. Daher sind phänotypische Unterschiede beim Hausyak vor allem durch die geographische Trennung weit auseinanderliegender Standorte zu erklären.
Der Qinghai-Yak stellt innerhalb der geographischen Yak-Rassen die zahlenmäßig größte Gruppe dar. Auf diese Rasse entfallen 38 Prozent der in China gehaltenen Yaks. Er wird vor allem in der Provinz Qinghai (chinesisch 青海, „Blaues Meer“) im Nordosten des tibetischen Hochlandes gehalten. In der nördlichen Region dieses Gebietes kommen noch Wildyaks vor. Es kommt daher gelegentlich noch zu Paarungen mit Wildyaks, die grundsätzlich größer sind als die domestizierten Hausyaks. Gezielt gezüchtet werden die schwereren Hochland-Yaks, bei denen der Wildyak-Einfluss ausgeprägt wird. Ziel der Züchtung ist besonders eine Verbesserung der Fleischleistung. In tiefer gelegenen Standorten werden Qinghai-Yaks mit Hausrindern gekreuzt, um die Milchleistung zu verbessern.

## Belege

### Einzelbelege
1. ↑   Lensch et al., S. 94 bis S. 97
2. ↑   Lensch et al., S. 100 und S. 101